# Lingewaal
Lingewaal – gmina w prowincji Geldria w Holandii. W 2014 roku populacja wyniosła 11 059 mieszkańców. Stolica gminy to Asperen.
Przez gminę przechodzi A15 oraz drogi prowincjonalne N830 oraz N848.

## Miejscowości

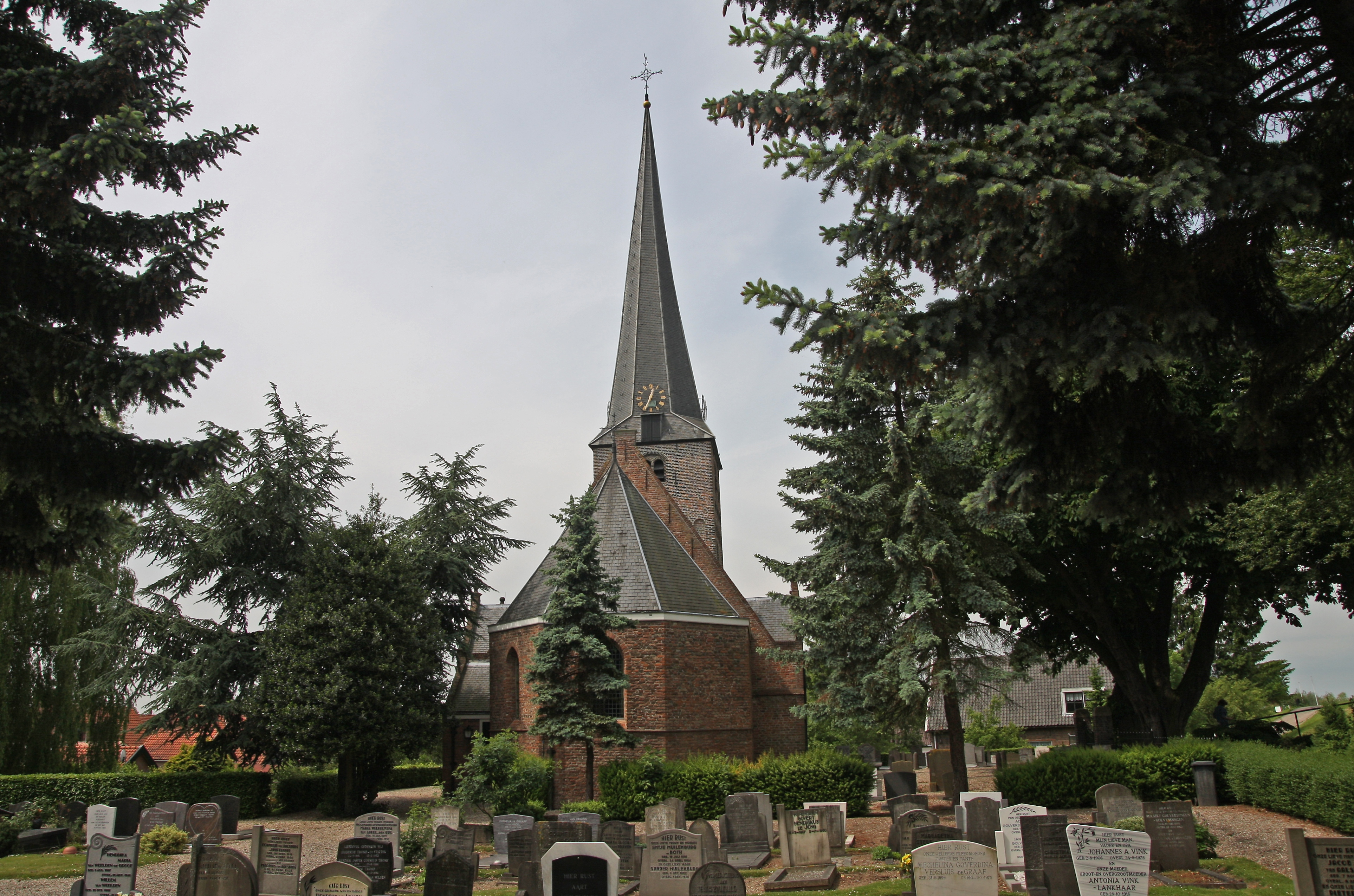
Cmentarz i kościół w Spijk

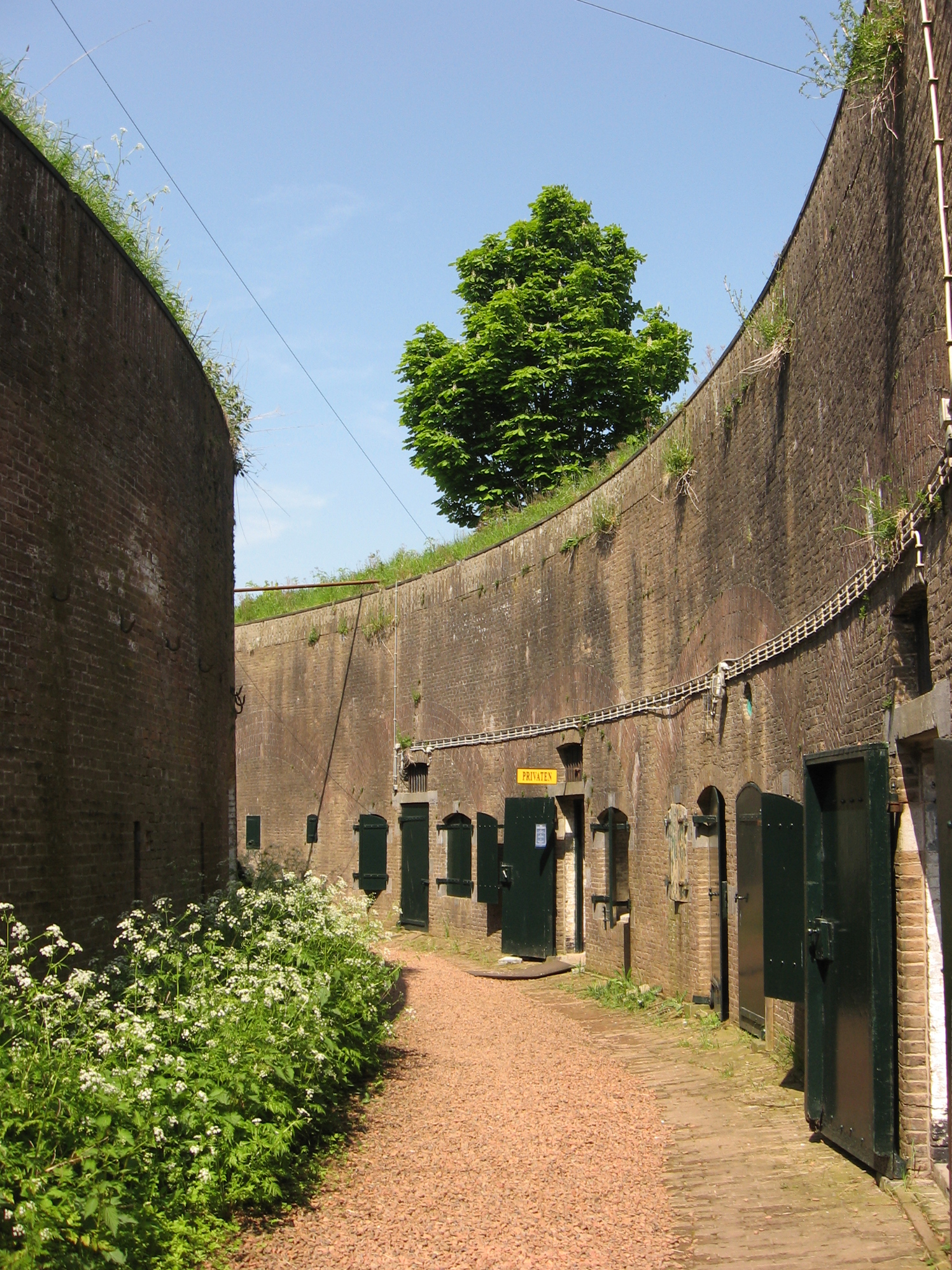
Fort Vuren

- Asperen (3220)
- Herwijnen (2500)
- Heukelum
- Spijk (875)
- Vuren
- przysiółek, Leuven